# 长江东大街
长江东大街是中国安徽省合肥市的一条东西干道，西起凤凰桥，东至当涂路与新安江路相接。长江东大街全长3.7公里。沿路有花冲公园等。长江东大街穿过明光路、全椒路、铜陵路、肥东路等道路。因与长江东路名称雷同，曾有民主党派人士等提议将长江东大街一并改名新安江路。